# Cesson
Cesson ist eine französische Gemeinde mit 11.141 Einwohnern (Stand: 1. Januar 2022) im Département Seine-et-Marne in der Region Île-de-France. Sie gehört zum Arrondissement Melun und zum Kanton Savigny-le-Temple (bis 2015: Kanton Le Mée-sur-Seine).
Die Einwohner werden Cessonnais genannt.

## Geographie
Cesson liegt etwa vierzig Kilometer südöstlich von Paris; westlich des Hauptortes liegt der Ort Saint-Leu.

### Nachbargemeinden
Umgeben ist Cesson von den Gemeinden Réau im Norden, Vert-Saint-Denis im Osten, Boissise-la-Bertrand im Süden sowie Savigny-le-Temple und Seine-Port im Westen.

## Bevölkerungsentwicklung
| Jahr      | 1962 | 1968 | 1975 | 1982 | 1990 | 1999 | 2006 | 2011 |
| Einwohner | 1073 | 2283 | 4948 | 7522 | 7878 | 7699 | 7419 | 9092 |

## Gemeindepartnerschaften
- Chipping Sodbury in der englischen Grafschaft Gloucestershire im Vereinigten Königreich; seit 1978
- Buchloe in Bayern, Deutschland; seit 1986
- Bababé in Mauretanien; seit 1988

## Sehenswürdigkeiten

Kirche Saint-Martin

- Kirche Saint-Martin
- Château Saint-Leu
- See du Follet
- Altes Rathaus, erbaut 1900